# Les Trois-Îlets
Les Trois-Îlets es una comuna de Francia situada en la zona septentrional del departamento insular antillano de Martinica.

## Características generales
Cuenta con una población de 8.843 habitantes y un área de 28 km², para una densidad de 244 hab./km². La localidad se encuentra del costado Caribe de la isla, del otor lado de la Bahía de Fort-de-France.

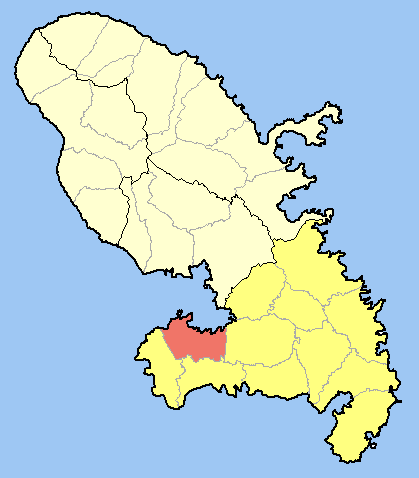
Ubicación de Les Trois-Ilets en la prefectura de Fort-de-France dentro del departamento de Martinica.